# Estación de Santa Cruz-Damaia
La Estación Ferroviaria de Santa Cruz-Damaia es una estación de la línea de Sintra de la red de convoyes suburbanos de Lisboa.
Sustituyó a los anteriores apeaderos de Santa Cruz y de Damaia, situándose próximo a la localización de este último. Sirve a las freguesias de Damaia y de Buraca, en el ayuntamiento de Amadora.